# Корпоративна мережа
Корпоративна мережа — це мережа, головним призначенням якої є підтримка роботи конкретного підприємства, що володіє даною мережею. Користувачами корпоративної мережі є тільки співробітники даного підприємства. На відміну від мереж операторів зв'язку [Архівовано 13 березня 2013 у Wayback Machine.], корпоративні мережі, в загальному випадку, не надають послуг стороннім організаціям або користувачам. Залежно від масштабу підприємства, а також від складності і різноманіття вирішуваних завдань розрізняють мережі відділу, мережі кампусу і корпоративні мережі (термін «корпоративні» в даній класифікації набуває вузького значення — мережу великого підприємства).

## Концепція корпоративної мережі
Будь-яка організація - це сукупність взаємодіючих елементів (підрозділів), кожен з яких може мати свою структуру. Елементи зв'язані між собою функціонально, тобто вони виконують окремі види робіт в рамках єдиного бізнес процесу, а також інформаційно, обмінюючись документами, факсами, письмовими і усними розпорядженнями і так далі крім того, ці елементи взаємодіють із зовнішніми системами, причому їх взаємодія також може бути як інформаційною, так і функціональною. І ця ситуація справедлива практично для всіх організацій, яким би видом діяльності вони не займалися - для урядової установи, банку, промислового підприємства, комерційної фірми і так далі.
Такий загальний погляд на організацію дозволяє сформулювати деякі загальні принципи побудови корпоративних інформаційних систем, тобто інформаційних систем в масштабі всієї організації.

## Призначення корпоративної мережі
Корпоративною мережею вважається будь-яка мережа, що працює по протоколу TCP/IP. і використовує комунікаційні стандарти Інтернету, а також сервісні застосування, що забезпечують доставку даних користувачам мережі. Наприклад, підприємство може створити сервер Web для публікації оголошень, виробничих графіків і інших службових документів. Службовці здійснюють доступ до необхідних документів за допомогою засобів (коштів) проглядання Web.
Сервери Web корпоративної мережі можуть забезпечити користувачам послуги, аналогічні послугам Інтернету, наприклад роботу з гіпертекстовими сторінками (що містять текст, гіперпосилання, графічні зображення і звукозаписи), надання необхідних ресурсів по запитах клієнтів Web, а також здійснення доступу до баз даних. У цьому керівництві всі служби публікації називаються “Службами Інтернету” незалежно від того, де вони використовуються (у Інтернеті або корпоративній мережі).
Корпоративна мережа, як правило, є територіально розподіленою, тобто об'єднуючою офіси, підрозділи і інші структури, що знаходяться на значному віддаленні один від одного. Принципи, по яких будується корпоративна мережа, досить сильно відрізняються від тих, що використовуються при створенні локальної мережі. Це обмеження є принциповим, і при проектуванні.

## Процес створення корпоративної інформаційної системи
Можна виділити основні етапи процесу створення корпоративної інформаційної системи:
1. провести інформаційне обстеження організації;
2. за результатами обстеження вибрати архітектуру системи і апаратно-програмні засоби її реалізації;
3. за результатами обстеження вибрати і/або розробити ключові компоненти інформаційної системи;

### Інформаційне обстеження
Інформаційна система потрібна організації для того, щоб забезпечувати інформаційно-комунікаційну підтримку її основної і допоміжної діяльності. Тому перш, ніж вести мову про структуру і функціональне наповнення інформаційної системи, необхідно розібратися в цілях і завданнях самої організації, аби зрозуміти, що ж потрібно автоматизувати.
Цілі інформаційного обстеження:
- формулювання і опис функцій кожного підрозділу компанії, а також вирішувані ними завдання;
- опис технології роботи кожного з підрозділів компанії і розуміння, що необхідно автоматизувати і в якій послідовності;
- опис технології роботи кожного з підрозділів і пов'язаних з ними інформаційних потоків;
- відображення технології на структуру, визначення її функціонального складу і кількості робочих місць в кожному структурному підрозділі компанії, а також опис функцій, які виконуються (автоматизуються) на кожному робочому місці;
- опис основних шляхів і алгоритми проходження вхідних, внутрішніх і витікаючих документів, а також технології їх обробки.

Результатом обстеження є моделі діяльності компанії, і її інформаційної інфраструктури, на базі яких розробляються проект корпоративної інформаційної системи, вимоги до програмно-апаратних засобів і специфікації на розробку прикладного програмного забезпечення, якщо в цьому є необхідність.

### Вибір архітектури
Для корпоративних систем рекомендується архітектура клієнт/сервер. Архітектура клієнт/сервер надає технологію доступу кінцевого користувача до інформації в масштабах підприємства. Таким чином, архітектура клієнт/сервер дозволяє створити єдиний інформаційний простір, в якому кінцевий користувач має своєчасний і безперешкодний (але санкціонований) доступ до корпоративної інформації.

### Вибір СУБД
Вибір системи управління для корпоративної бази даних - один з ключових моментів в розробці інформаційної системи. На Російському ринку присутні практично всі СУБД, що належать до елітного класу - Oracle, Informix, Sybase, Ingres. Питання, яку СУБД використовувати, можна вирішити тільки за результатами попереднього обстеження і отримання інформаційних моделей діяльності.

## Вибір системи автоматизації документообігу.
Плутанина з документами (їх затримки, втрати, дублювання, довге переміщення від одного виконавця до іншого і так далі) - болюча проблема для будь-якої компанії. Тому система автоматизації документообігу, яка дозволяє автоматизувати ручні, рутинні операції, автоматично передавати і відстежувати переміщення документів всередині корпорації, контролювати виконання доручень, пов'язаних з документами і так далі, - одна з найважливіших складових інформаційної системи.

### Вибір програмних засобів для управління документами
Поява на ринку систем управління електронними документами - EDMS [Архівовано 21 листопада 2012 у Wayback Machine.] (Electronic Document Management Systems) викликане прагненням скоротити потік паперових документів і хоч би частково зменшити складнощі, що виникають у зв'язку з їх зберіганням, пошуком і обробкою. На відміну від документів на паперових носіях електронні документи забезпечують переваги при створенні, спільному використанні, пошуку, розповсюдженні і зберіганні інформації. Системи EDMS реалізують введення, зберігання і пошук всіх типів електронних документів, як текстових, так і графічних. За допомогою систем цього класу можна організувати зберігання в електронному вигляді адміністративних і фінансових документів, факсів, технічної бібліотеки, зображень, тобто всіх документів, що входять в організацію і циркулюючих в ній.

### Вибір спеціалізованих прикладних програмних засобів
При всій описаній спільності кожна компанія має свою специфіку, яка визначається родом її діяльності. Вибирання спеціалізованих програмних засобів в значній мірі залежить від цієї специфіки. Абсолютно для всіх компаній необхідно мати у складі інформаційної системи стандартний набір додатків, таких як текстові редактори, електронні таблиці, комунікаційні програми і так далі Одним з критеріїв вибору подібних систем повинна бути можливість їх нескладної інтеграції в корпоративну інформаційну систему.

## Структура корпоративної мережі
Сервера об’єднуються в мережу, що дозволяє передавати інформацію в корпоративному середовищі від одного користувача до іншого. Корпоративна мережа може включати одну і більше організацій. Одну організацію може обслуговувати один сервер, кілька серверів або один сервер може обслуговувати кілька організацій. Можливі змішані схеми, що включають всі вищеперелічені випадки.
Мережа та система адресації в мережі підтримує рекомендації протокола X-400. Даний протокол використовується у випадку вимог підвищеної надійності до передачі даних.
Для передачі повідомлень між серверами і автоматизованим робочим місцем використовується протокол TcpFoss, між сервером і інтерактивним клієнтом протокол CORBA, між сервером і Web-клієнтом протокол HTTPS.

## Топологія мережі “Зірка”
Для забезпечення керованості і надійності роботи мережі її необхідно будувати по топології “ЗІРКА” з урахуванням того, що кожен промінь “ЗІРКИ” повинен бути, в свою чергу, теж зіркою. Така топологія дозволяє управляти розташованими нижче по ієрархії серверами сервером, який розташований вище, що підвищує надійність і керованість мережі. Також, це гарантує наявність “третьої сторони” при передачі повідомлень від користувача, що обслуговується одним сервером до користувача, який обслуговується іншим сервером. Це важливо, наприклад, при побудові банківських мереж чи мереж з підвищеною відповідальністю користувачів за своєчасну передачу інформації.
Наприклад, поштове повідомлення від клієнта сервера, який обслуговує Організацію 3, клієнту сервера, який обслуговує Організацію 2, проходить через сервер Організації 1.
Побудова мережі з багатьма вузлами з одного боку збільшує експлуатаційні витрати і ускладнює її обслуговування, але з іншого боку, знижує навантаження на сервера мережі і канали, а також спрощує роботу адміністратора. Не потрібно адмініструвати величезну кількість користувачів на одному сервері, тим більше співробітників іншої Організації.
Здається доцільним використати кілька серверів FossDocMail для обслуговування однієї організації у випадках, якщо її підрозділи територіально рознесені і мають велику кількість персоналу, а для передачі інформації використовуються мережі загального доступу. Така топологія підвищує захищеність і надійність мережі.

## Топологія мережі “Змішана”
Сервера, що знаходяться на одному рівні, можуть передавати повідомлення безпосередньо один одному. При такій організації мережі знижується навантаження на канали передачі даних, але керованість мережі різко падає. Також відсутня “третя сторона“, яка може виступати арбітром при виникненні спірних ситуацій між різними Організаціями і підрозділами Організації.
Можливі й інші варіанти топології мережі, але всі вони будуть похідними від описаних вище. Топологія мережі залежить від налаштування  маршрутних таблиць  на вузлах мережі.